# Griškabūdis

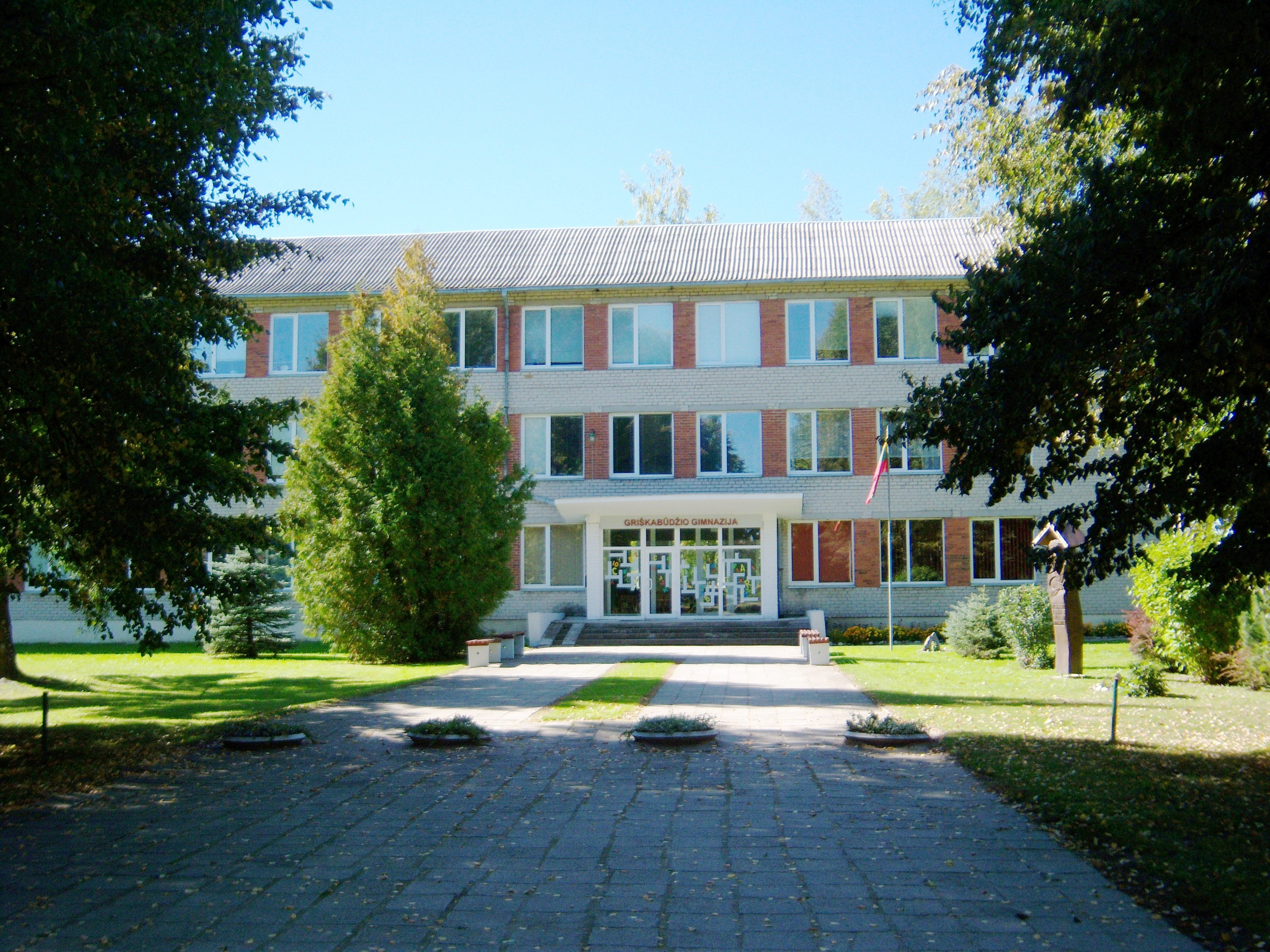
Gymnasium

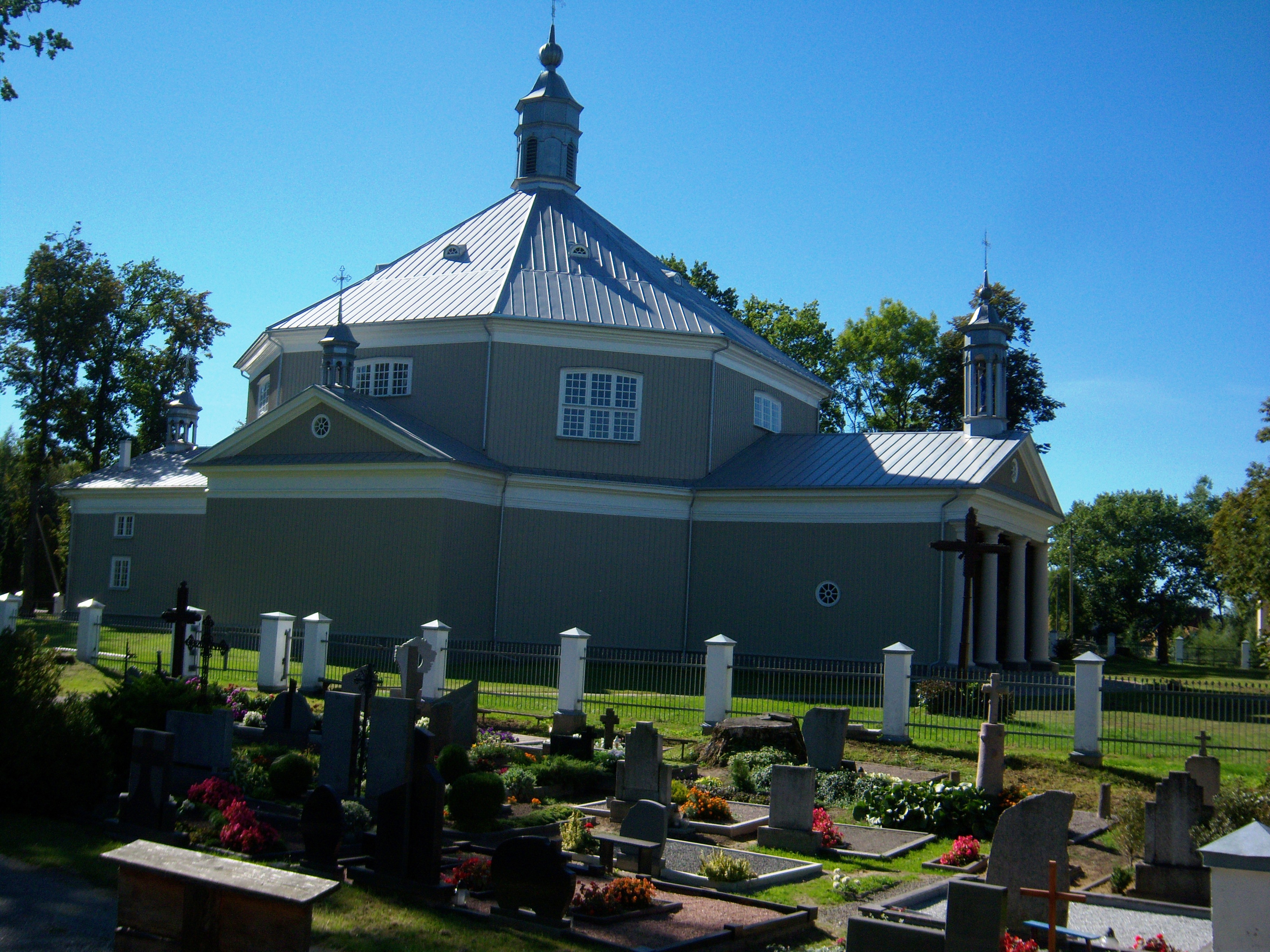
Kirche der Verklärung Christi

Griškabūdis ist ein litauisches Städtchen in der Rajongemeinde Šakiai, Suvalkija.

## Geschichte
Im Jahre 2011 zählte der Ort 857 Einwohner. 1923 wurde die Grundschule gegründet. 1947 wurde sie zum Progymnasium und 1948 zum Gymnasium.

## Kirche
In der katholischen Kirche der Verklärung Christi, einem achteckigen Holzbau im klassizistischen Stil von 1792–1796, befindet sich die einzige im ursprünglichen Zustand erhaltene Orgel des ostpreußischen Orgelbauers George Adam Neppert.

## Personen
- Juozas Preikšas (1926–2018), römisch-katholischer Bischof von Panevėžys
- Ona Valiukevičiūtė (*  1945), Politikerin und Sängerin